# Stadio 19 maggio (Ankara)
Lo Stadio 19 maggio (in turco 19 Mayıs Stadyumu) è stato uno stadio di calcio di Ankara, in Turchia. Il nome dello stadio richiamava la data d'inizio della guerra d'indipendenza turca.
Era lo stadio di casa del Gençlerbirliği, ma ha ospitato anche partite dell'Ankaraspor e dell'Ankaragücü. 
Era uno degli impianti proposti dalla Turchia in vista della scelta della nazione organizzatrice della fase finale del Campionato europeo di calcio 2016.
Nell'agosto 2018 sono iniziati i lavori di demolizione dello stadio, per far spazio ad un nuovo impianto che sorgerà sul medesimo sito.